# Serguéi Shirobókov
Serguéi Shirobókov (ruso: Серге́й Влади́мирович Широбо́ков - 11 de febrero de 1999, Rusia) es un atleta ruso que consiguió el subcampeonato en la prueba de 20 kilómetros marcha del Mundial de Atletismo de 2017 participando en calidad de atleta neutral autorizado.

## Carrera deportiva
Campeón mundial sub-18 en 2015 y campeón europeo sub-20 en 2017 (en ambas ocasiones sobre los 10 kilómetros), finalizó en segunda posición en el Campeonato mundial de Londres 2017 en 20 kilómetros marcha, quedando situado en el podio tras el colombiano Éider Arévalo y por delante del brasileño Caio Bonfim.

## Mejores marcas personales
| Mejores marcas personales | Mejores marcas personales | Mejores marcas personales | Mejores marcas personales |
| Distancia                 | Tiempo                    | Lugar                     | Fecha                     |
| ------------------------- | ------------------------- | ------------------------- | ------------------------- |
| 10 000 m.                 | 41:52.69                  | Cheboksary, Rusia         | 12 de junio de 2015       |
| 10 km.                    | 40:00                     | Cheboksary, Rusia         | 11 de junio de 2017       |
| 20 km.                    | 1h:18:26                  | Sochi, Rusia              | 18 de febrero de 2017     |